# Христо Димитров (озвучаващ актьор)
Христо Димитров е български куклен и озвучаващ актьор, който активно се занимава с куклен театър и с озвучаването на филми и сериали.

## Биография
Димитров е роден на 20 април в град София, България.
Завършва 9-а френска езикова гимназия „Алфонс дьо Ламартин“ и НАТФИЗ „Кръстю Сарафов“ със специалност „Актьорско майсторство за куклен театър“.
Той играе в множество представления в Столичен куклен театър, измежду които са „Снежната кралица“, „Огнивото“, „Вампирова булка“, „В лунната стая“, „Златка - златното момиче“, „Часовете“, „Снежанка“, „Коледен карнавал“, „Кой обича Червената шапчица?“, „Къде отиваш, конче?“, „Картини от една изложба“, „Жената с главно М“, „Пази детето!“, „Карлсон“, „Искаш ли подарък?“, „Малкият Мук“, „Готвачите на Андерсен“ и „Джак и бобеното стебло“.

## Участия в театъра
Столичен куклен театър
1. „Снежната кралица“ по Ханс Кристиан Андерсен – режисьор Иван Райков[3][4]
2. „Огнивото“ от Ханс Кристиан Андерсен – постановка Славчо Маленов[5][6]
3. „Вампирова булка“ по Николай Райнов – режисьор Тодор Вълов[7][8][9]
4. „В лунната стая“ от Валери Петров – постановка доц. Петър Пашов[10][11]
5. „Златка - златното момиче“ – режисьор Тодор Вълов[12][13]
6. „Часовете“ – автор и режисьор Ивет Лазарова-Торосян[14][15]
7. „Снежанка“ от Братя Грим – режисьор Елза Лалева[16][17]
8. „Коледен карнавал“ по идея на Зорница Николова – режисьор Анастасия Янкова[18][19]
9. „Кой обича Червената шапчица?“[20][21]
10. 2012 – „Къде отиваш, конче?“ от Рада Москова – постановка Емилия Цанкова[22][23][24]
11. 2012 – „Картини от една изложба“ – сценарий и режисура Бисерка Колевска[25][26][27]
12. „Жената с главно М“ – режисьор Димитър Стефанов[28][29]
13. „Пази детето!“ по идея на Кирякос Аргиропулос – режисьор Елза Лалева[30][31]
14. 2018 – „Карлсон“ от Астрид Линдгрен – режисьор Тодор Вълов[32][33][34][35]
15. „Искаш ли подарък?“ – автор и режисьор Веселин Бойдев[36][37]
16. „Малкият Мук“ от Вилхелм Хауф – режисьор Тодор Вълов[38][39]
17. „Готвачите на Андерсен“, по приказките на Ханс Кристиан Андерсен[40][41]
18. „Джак и бобеното стъбло“, английска народна приказка – драматизация и режисура Веселин Бойдев[42][43]

## Кариера в дублажа
Димитров се занимава с озвучаване на филми и сериали. Участва в дублажните студия „Александра Аудио“, „Доли Медия Студио“, „Андарта Студио“, „Про Филмс“, студио „Ви Ем Ес“, студио Триада, студио 1+1 и TV7.
| Актьор           | Филми/Сериали | Роля                |
| ---------------- | --- | ------------------- |
| Бен Уишоу        | Падингтън Падингтън 2 Падингтън в Перу | Мечето Падингтън    |
| Джей Джи Куинтел | Парк шоу Парк шоу: Филмът | Мордекай            |
| Джейсън Лий      | Алвин и чипоносковците (дублаж на Про Филмс) Алвин и чипоносковците 2 (дублаж на Про Филмс) Алвин и чипоносковците 3: Чипо-Крушение (дублаж на Про Филмс) Алвин и чипоносковците: Голямото чипоключение (дублаж на Про Филмс) | Дейв Севил          |
| Джеси Айзенбърг  | Рио Рио 2 | Блу                 |
| Джими Смитс      | Междузвездни войни: Епизод II - Клонираните атакуват (дублаж на Александра Аудио) Междузвездни войни: Епизод III - Отмъщението на ситите(дублаж на Александра Аудио)                                                          | Сенатор Бейл Органа |
| Ноел Фишър       | Костенурките нинджа (дублаж на студио Доли) Костенурките нинджа: На светло (дублаж на студио Доли) | Микеланджело        |
| Уил Арнет        | Костенурките нинджа (дублаж на студио Доли) Костенурките нинджа: На светло (дублаж на студио Доли) | Върн Фенуик         |
| Шая Лабъф        | Трансформърс Трансформърс: Отмъщението Трансформърс: От тъмната страна на луната | Сам Уитуики         |

### Анимационни сериали (войсоувър дублаж)
- „Костенурките нинджа“ (дублаж на студио Триада)
- „Невероятният Спайдър-Мен“ (дублаж на bTV) – Питър Паркър / Спайдър-Мен (Джош Кийтън), 2013
- „Спайдър-Мен: Новият анимационен сериал“ (дублаж на bTV) – Питър Паркър / Спайдър-Мен (Нийл Патрик Харис), 2013

### Анимационни сериали (нахсинхронен дублаж)
- „Аватар: Повелителят на четирите стихии“ (дублаж на Александра Аудио), 2013
- „АЛВИННН! и катеричоците“ – Алвин Севил, 2016
- „Батман: Дръзки и смели“ (в трети сезон), 2012
- „Върховният Спайдър-Мен“ – Питър Паркър / Спайдър-Мен (Дрейк Бел), 2012
- „Генератор Рекс“ – Рекс Салазар, 2011
- „Костенурките нинджа“ (дублаж на Александра Аудио), 2013
- „Междузвездни войни: Войните на клонираните“ (дублаж на студио 1+1) – Лъкс Бонтери (Джейсън Спийзак)
- „Редакай“
- „Финиъс и Фърб“ – Други гласове
- „Щурите Ронкс“, 2016
- „Бънсен звяра“ – Бънсен, 2017

### Игрални сериали (войсоувър дублаж)
- „Викторично“ (дублаж на TV7) – Роби и Бек, 2012
- „Куантико“ (в първи и втори сезон), 2016
- „От Ел Ей до Вегас“, 2018

### Игрални сериали (нахсинхронен дублаж)
- „Братя по карате“, 2012
- „Групата на Алекс“
- „Колко неловко“, 2021

### Анимационни филми (войсоувър дублаж)
- „Том и Джери: Шпионска мисия“ (дублаж на Доли Медия Студио), 2016

### Анимационни филми (нахсинхронен дублаж)
- „Барби и трите мускетарки“, 2009
- „Бикът Фердинанд“ – Хуан, 2017
- „Блинки Бил“ – Блинки Бил, 2015
- „Космически забивки: Нови легенди“ – Морти, 2021
- „Малката стъпка“ – Флийм (Ели Хенри), 2018
- „Напред“ – Други гласове, 2020
- „Патешка история“ (дублаж на Андарта Студио), 2018
- „Пингвините от Мадагаскар“ – Барут, 2014
- „Ралф разбива интернета“ – Спамли (Бил Хейдър), 2018
- „Ронал Варварина“ – Ронал, 2012[44]
- „Том и Джери: Мисия до Марс“ (дублаж на Александра Аудио), 2012
- „Феноменалните 2“ – Други гласове, 2018
- „Чуден свят“ – Рори, 2022

### Игрални филми (войсоувър дублаж)
- „Агент и 1/2“, 2019
- „Алвин и чипоносковците“ (дублаж на Про Филмс), 2022
- „Алвин и чипоносковците 2“ (дублаж на Про Филмс), 2022
- „Алвин и чипоносковците 3: Чипо-Крушение“ (дублаж на Про Филмс), 2022
- „Господарка на злото“ (дублаж на Доли Медия Студио), 2015
- „Кинг Конг“ (дублаж на Александра Аудио) – Карл Денам (Джак Блек), 2010
- „Междузвездни войни: Епизод I - Невидима заплаха“ (дублаж на Александра Аудио), 2018
- „Междузвездни войни: Епизод II - Клонираните атакуват“ (дублаж на Александра Аудио) – Капитан Тайфо, Байл Органа, Джанго Фет, Елан Слизгабано, Лама Су и други, 2018
- „Междузвездни войни: Епизод III - Отмъщението на ситите“ (дублаж на Александра Аудио) – Баил Органа, Клонинг Коди и Мас Амида, 2018
- „Междузвездни войни: Епизод VI - Завръщането на джедаите“ (дублаж на Александра Аудио) – Уедж, 2018
- „Трансформърс: Последният рицар“, 2019

### Игрални филми (нахсинхронен дублаж)
- „Rogue One: История от Междузвездни войни“ – Други гласове, 2016
- „Аладин“ – Други гласове, 2019
- „Котки и кучета: Отмъщението на Кити“ (дублаж на Александра Аудио) – Сиймус (Кат Уилямс), 2010
- „Лимонадената банда“ – Други гласове, 2011
- „Лоракс“ (дублаж на Александра Аудио) – Други гласове, 2012
- „Мармадюк“ (дублаж на Александра Аудио) – Рейзин, 2010
- „Междузвездни войни: Епизод VII - Силата се пробужда“ – Други гласове, 2015
- „Междузвездни войни: Епизод VIII - Последните джедаи“ – Други гласове, 2017
- „Мъпетите“ – Други гласове, 2012
- „Соло: История от Междузвездни войни“ – Други гласове, 2018